# Vogtlands voetbalkampioenschap 1928/29
In 1928/29 werd het veertiende Vogtlands voetbalkampioenschap gespeeld, dat georganiseerd werd door de Midden-Duitse voetbalbond. 
SuBC Plauen werd kampioen en plaatste zich voor de Midden-Duitse eindronde. De club versloeg BC 1913 Jahnsbach en verloor dan van Dresdner SC.

## Gauliga
| Plaats | Club                       | Wed. | W  | G | V  | Saldo | Ptn.  |
| ------ | -------------------------- | ---- | -- | - | -- | ----- | ----- |
| 1.     | Plauener SuBC 1905         | 16   | 11 | 4 | 1  | 61:21 | 26:6  |
| 2.     | 1.Vogtländischer FC Plauen | 16   | 11 | 3 | 2  | 58:18 | 25:7  |
| 3.     | VfB Plauen                 | 16   | 9  | 2 | 5  | 38:32 | 20:12 |
| 4.     | SC 1909 Markneukirchen     | 16   | 7  | 3 | 6  | 42:42 | 17:15 |
| 5.     | SV Konkordia 1905 Plauen   | 16   | 6  | 4 | 6  | 39:34 | 16:16 |
| 6.     | Elsterberger BC 1912       | 16   | 6  | 4 | 6  | 46:44 | 16:16 |
| 7.     | VfR 1919 Plauen            | 16   | 5  | 5 | 6  | 40:46 | 15:17 |
| 8.     | SpVgg 1909 Plauen          | 16   | 1  | 4 | 11 | 43:61 | 6:26  |
| 9.     | PSV Plauen                 | 16   | 1  | 1 | 14 | 17:86 | 3:29  |

|  | Kampioen, geplaatst voor Midden-Duitse eindronde |
|  | Degradatie                                       |